# Karl Ludwig (Politiker, 1923)
Karl Friedrich Ludwig (* 16. März 1923 in Dallau; † 23. Februar 1999 in Mosbach) war ein deutscher Politiker (FDP/DVP).

## Leben
Nach dem Volksschulabschluss und dem Besuch der Höheren Handelsschule absolvierte Ludwig eine Banklehre. Am 5. Mai 1941 beantragte er die Aufnahme in die Nationalsozialistische Deutsche Arbeiterpartei (NSDAP) und wurde zum 1. September desselben Jahres aufgenommen (Mitgliedsnummer 8.630.997). Von 1941 bis 1945 nahm er als Soldat am Zweiten Weltkrieg teil. Seit 1945 war er Geschäftsführer der Raiffeisenkasse in Dallau.
Ludwig trat in die FDP ein und wurde 1954 zum Bürgermeister der Gemeinde Dallau gewählt. Die Gemeinde Dallau löste sich im Jahre 1971 auf und bildete dann mit den Orten Neckarburken und Auerbach die neue Gemeinde Elztal. Karl Ludwig war von nun an im neu gegründeten Elztal bis ins Jahr 1980 Bürgermeister. Im Jahr 1973 traten außerdem die Ortsteile Rittersbach und Muckental der Gemeinde Elztal bei. Von 1960 bis 1964 war er Abgeordneter im Landtag von Baden-Württemberg. Im Parlament vertrat er ein Zweitmandat des Wahlkreises Mosbach.
Karl Ludwig war verheiratet und hatte zwei Kinder.